# Joan Coromines
Joan Coromines ([ʒuˈaŋ kuɾuˈminəs] ur. 1905 w Barcelonie, zm. 1997) – hiszpański filolog, romanista. Położył zasługi na polu etymologii.
Zapoczątkował trzy fundamentalne projekty: słownik etymologiczny języka katalońskiego, wydawnictwo Onomasticon Cataloniae oraz katalońską gramatykę historyczną.